# کمک‌های بین‌المللی به فلسطین

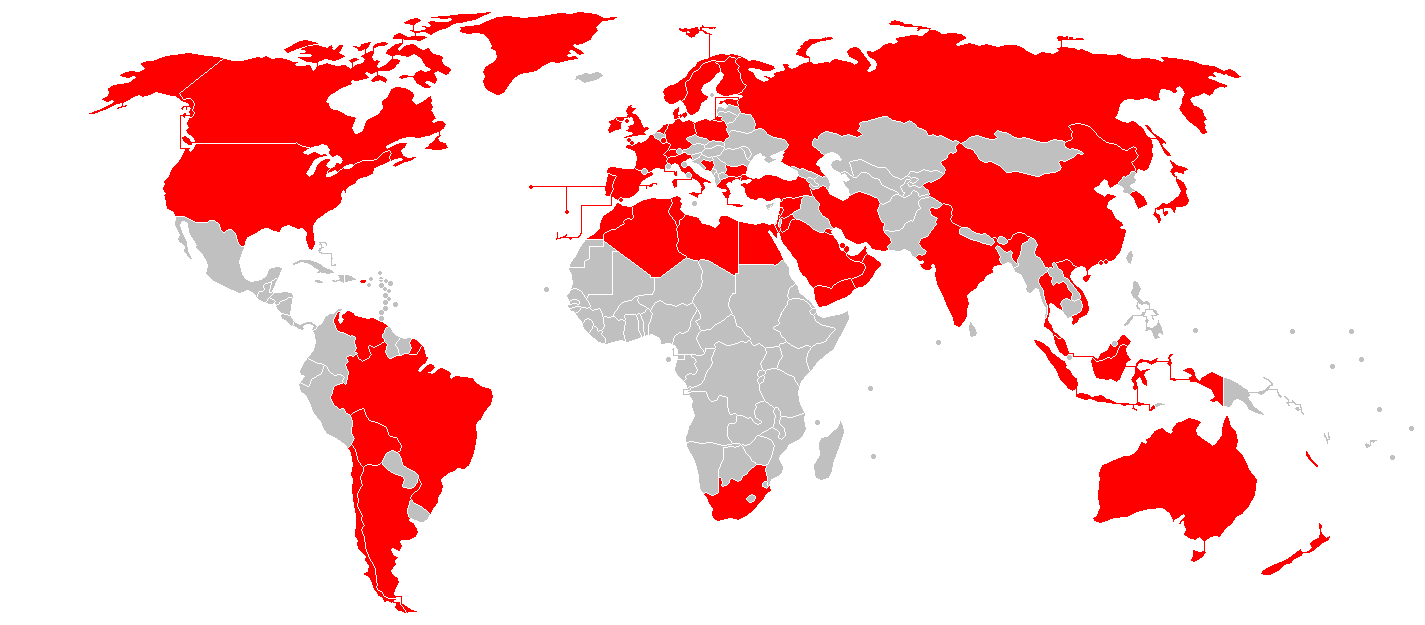
نقشه کشور های کمک کننده به غزه

کمک‌های بین‌المللی برای مردم فلسطین، از حدود جنگ ۱۹۴۸ اعراب و اسرائیل تا به امروز جمع‌آوری شده‌اند. فلسطینی‌ها این کمک‌ها را بخشی از فرایند صلح میان اسرائیل و فلسطین می‌دانند، در حالی که اسرائیلی‌ها و مقامات خارجی دیگر این نگرانی را مطرح کرده‌اند که این کمک‌ها می‌تواند برای تأمین تروریسم استفاده شود و میل فلسطینی‌ها به پایان درگیری با اسرائیل را کاهش می‌دهند. به عنوان یکی از مفاد پیمان اسلو، قرار بود کمک‌های بین‌المللی در اختیار فلسطینی‌ها قرار بگیرد تا از توان اقتصادی دولت ملی فلسطین اطمینان حاصل شود. در سال ۲۰۰۴، گزارش شد که تشکیلات خودگردان فلسطین (PA) در نواحی کرانه باختری و نوار غزه، تقریباً بیشترین کمک‌های بین‌المللی در جهان را دریافت می‌کند. در سال ۲۰۰۶، 525
تحریم‌های اقتصادی و اقدامات دیگری توسط چندین کشور علیه تشکیلات خودگردان فلسطین از جمله تعلیق کمک‌های بین‌المللی پس از پیروزی حماس در انتخابات شورای قانونگذاری فلسطین صورت گرفت. کمک به تشکیلات خودگردان در سال ۲۰۰۸ پس از کنفرانس آناپولیس که حماس در آن دعوت نشده بود ازسر گرفته شد.
همه این کمک‌ها به تشکیلات خودگردان فلسطین، سازمان‌های غیردولتی فلسطینی و حتی جناح‌های سیاسی فلسطین، توسط دولت‌های خارجی مختلف، سازمان‌های بین‌المللی (اعم از دولتی و غیردولتی) و بنیادهای خیریه و برخی منابع کوچک‌تر دیگر، جمع‌آوری و فراهم شده‌اند. مسئول هماهنگی اکثر این کمک‌ها کمیته هماهنگی ائتلاف لیزونی است.
دولت‌ها و سازمان‌هایی که این کمک‌ها را ارائه می‌دهند، به هفت گروه تقسیم می‌شوند: کشورهای عرب، اتحادیه اروپا، ایالات متحده آمریکا، ژاپن، نهادهای بین‌المللی (شامل آژانس‌های مختلف سازمان ملل متحد)، کشورهای اروپایی و سایر کشورها. در این میان، ایالات متحده به عنوان یکی از بزرگ‌ترین و اصلی‌ترین حامیان فلسطین، از سال ۱۹۹۴ بیش از ۵٫۲ میلیارد دلار از طریق اداره توسعه بین‌المللی آمریکا (USAID) به این تشکیلات کمک کرده‌است. در ژوئیه ۲۰۱۸، استرالیا توقف کمک‌های مستقیم به تشکیلات خودگردان فلسطین را اعلام کرد و گفت: «این کمک‌ها می‌توانند ظرفیت تشکیلات خودگردان را برای پرداخت وجه به فلسطینیان محکوم به خشونت‌های سیاسی افزایش دهند» و از آن به بعد کمک‌های خودش را از طریق برنامه‌های سازمان ملل متحد ارائه کرد.
جامعه بین‌المللی تاکنون میلیاردها دلار کمک برای حدود ۲ میلیون فلسطینی ساکن نوار غزه ارسال کرده‌است. در خلال سال‌های ۲۰۱۴ تا ۲۰۲۰، سازمان‌های زیرمجموعه سازمان ملل متحد تقریباً ۴٫۵ میلیارد دلار به نوار غزه کمک کرده‌اند که به طور خاص می‌توان به کمک ۶۰۰ میلیون دلاری سال ۲۰۲۰ اشاره کرد. بر اساس آمار و ارقام اعلام‌شده توسط «سازمان همکاری اقتصادی و توسعه»، حجم کمک‌های بین‌المللی به فلسطینیان، طی سال‌های ۱۹۹۴ تا ۲۰۲۰، به بیش از ۴۰میلیارد دلار می‌رسیده‌است.
برخلاف سازمان آزادی‌بخش فلسطین در کرانه باختری، حماس به عنوان یک نهاد تروریستی [تروریست را فقط کشورهای استعماری بنابر منافع خود تعریف می کنند]شناخته شده‌است، بنابراین، آمریکا و اتحادیه اروپا هیچ کمکی به حماس نمی‌کنند. حماس سال‌ها است که از طریق مالیات بر واردات، کسب درآمد می‌کند.